# Biesenbach (Weitnau)
Biesenbach (mundartlich: im Bintsgǝba, Biǝsǝbach) ist ein Gemeindeteil der Marktgemeinde Weitnau im bayerisch-schwäbischen Landkreis Oberallgäu.

## Geographie
Die Einöde liegt circa drei Kilometer nördlich des Hauptorts Weitnau. Südlich der Ortschaft fließt die Wengener Argen. Nördlich der Siedlung verläuft die Ländergrenze zu Isny im Allgäu in Baden-Württemberg.

## Ortsname
Der Ortsname stammt vom neuhochdeutschen Wort  Biesse für weißer Mangold und bedeutet somit (Siedlung am) Bach, an dem weißer Mangold wächst.

## Geschichte
Südlich der heutigen Ortschaft verlief in der Antike die Römerstraße Kempten–Bregenz. Biesenbach wurde erstmals urkundlich im Jahr 1875 mit zwei Gebäuden erwähnt. Der Ort gehörte bis zur bayerischen Gebietsreform 1972 der Gemeinde Wengen an.